# Faccia ippocratica
In medicina l'espressione faccia ippocratica (in latino, facies hippocratica) rappresenta il volto tipico, con occhi incavati e lineamenti affilati, dei malati di peritonite e di febbre tifoide. Si chiama "ippocratica" perché venne descritta da Ippocrate nel Prognostico:
(Ippocrate, Prognostico)
È uno dei segni caratteristici a cui il medico può ricorrere per la diagnosi. La faccia ippocratica si trova spesso nei casi di peritonite, pertanto viene chiamata anche facies addominale o facies peritonitica.
La faccia ippocratica è causata dal rilassamento dei muscoli facciali e dalla riduzione del flusso sanguigno nelle parti periferiche del corpo. Le sue caratteristiche sono colorito pallido, guance e occhi incavati. naso affilato e voce debole.